# Uni Air
Uni Air (nom chinois : 立榮航空), est une compagnie aérienne de Taïwan filiale de EVA Air.

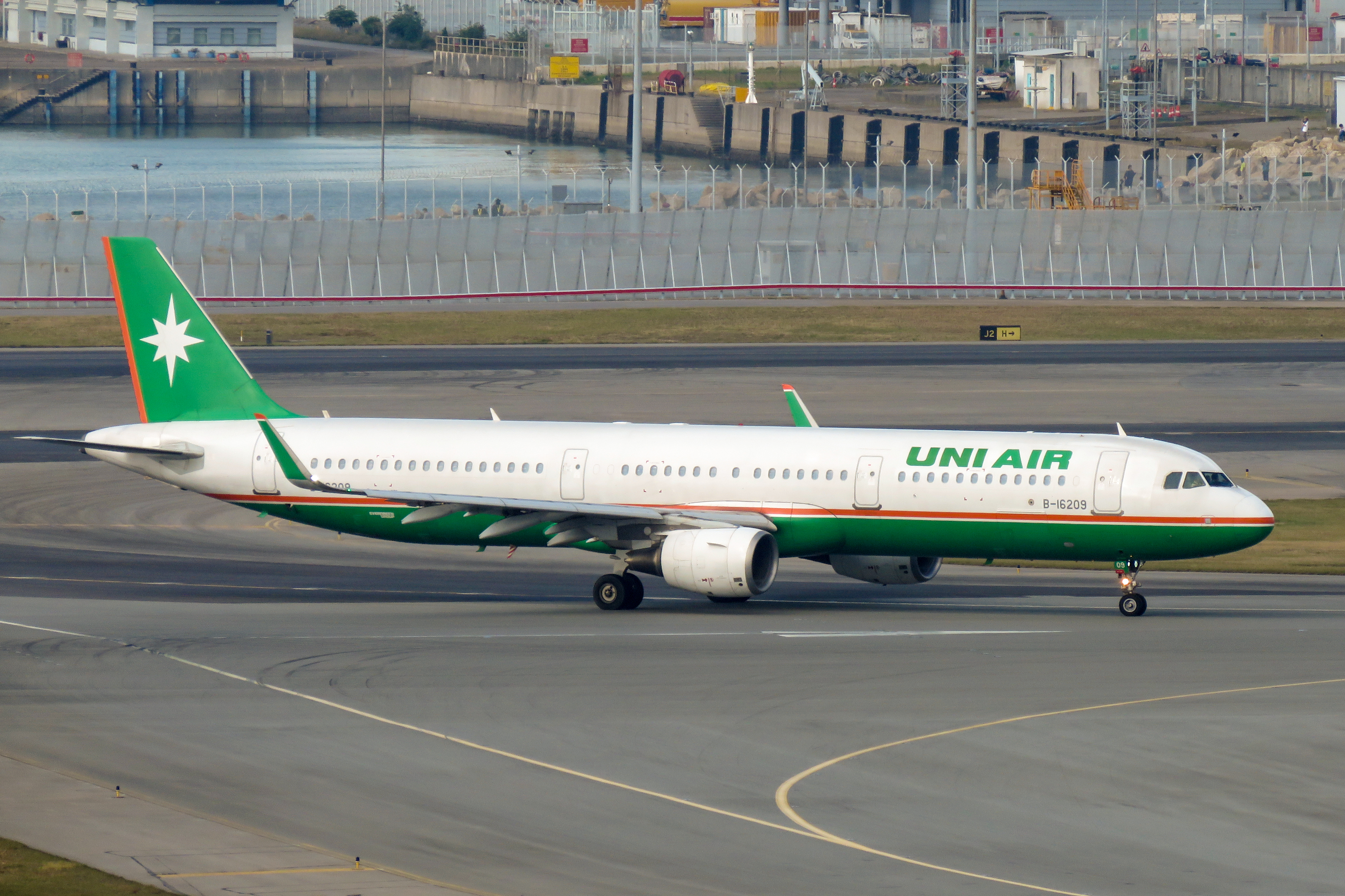
A321 de la compagnie Uni Air en 2018

(code AITA : B7 ; code OACI : UIA)

## Destinations
Uni Air desservait les aéroports suivants en mai 2006 : 

### Domestiques
- Aéroport de Chiayi (CYI)
- Aéroport de Hengchun (en) (HCN)
- Aéroport international de Kaohsiung (KHH)
- Aéroport de Kinmen (KNH)
- Aéroport de Makung (en) (MZG)
- Aéroport de Matsu (MFK)
- Aéroport de Nangan (LZN)
- Aéroport de Taichung (RMQ)
- Aéroport de Tainan (TNN)
- Aéroport de Taipei Songshan (TSA)
- Aéroport de Taitung (TTT)

### Internationales
Les destinations internationales sont desservies à partir de l'Aéroport international de Kaohsiung. 
- Bangkok (BKK)
- Chongqing (CKG) (Depuis Taipei-Taoyuan)[1]
- Fuzhou (FOC) [1]
- Hanoi (HAN)
- Nankin (NKG) [1]
- Séoul (ICN)
- Bali (DPS)
- Jeju (CJU)

La compagnie assure également des vols charters vers Bali et Jeju à partir de Kaohsiung.

## Flotte

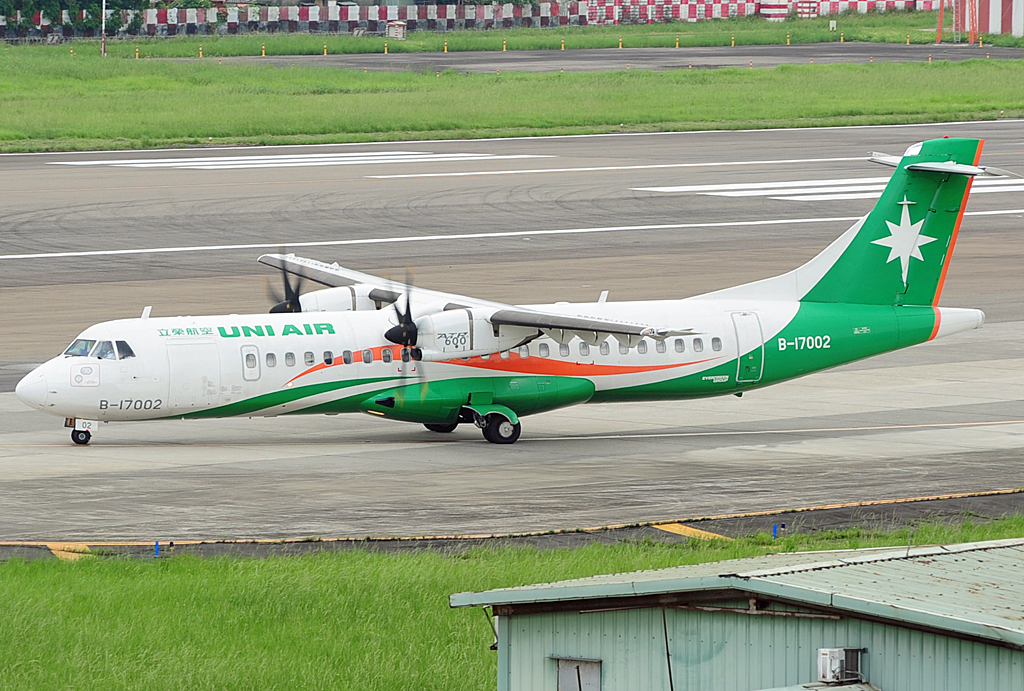
ATR 72-600 de la compagnie

En 2020, Uni Air possédait les appareils suivants :

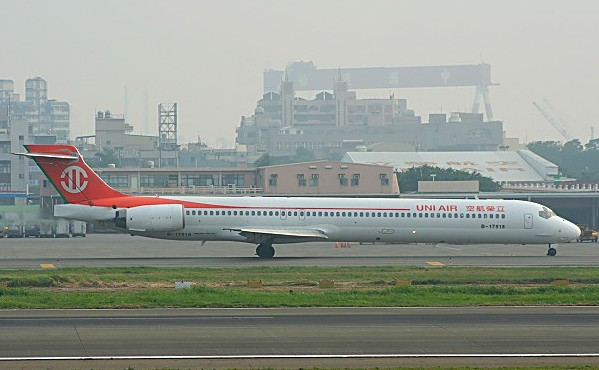
MD-90-30 « B-17918 » de la compagnie Uni Air à Kaohsiung en octobre 2006

### Flotte historique
- De Havilland Dash-8-300

- Boeing 757-200
- BAe 146-300
- Bombardier Dash 8-Q200
- Bombardier Dash 8-Q300
- McDonnell Douglas MD-90-30